# نهر آلس
نَهرُ آلِسُ، نهرٌ تاريخي في بلاد الرُّوم، وهو نهر سلُوقية قريبٌ من البحر، بينه وبين طرسوس مسيرة يوم. ذُكرت آلِس في الغزوات أيام حملات الخليفة العبَّاسي المُعتصم بالله، وكان أحد الأماكن التي جرى فيها الفداء بين المُسلمين والرُّوم. غزاها سيفُ الدَّولةِ الحمداني، وامتدحه الشاعر أبو فراس الحمداني حين خاطب سيف الدَّولة قائلًا:
وقال أبُو الطَّيِّب المُتنبِّي مادحًا سيف الدَّولة:
وامتدح أبو تمام أبا سعيد الثَّغْري، قائلًا:

### فهرس المنشورات
1. 1 2 3  الحموي (1977)، ج. 1، ص. 55.

### معلومات المنشورات كاملة
الكتب مرتبة حسب تاريخ النشر
- ياقوت الحموي (1977)، معجم البلدان (ط. 1)، بيروت: دار صادر، OCLC:1014032934، QID:Q114913343